# Cristián Riquelme
Cristián Riquelme (Santiago, 7 de mayo de 1979) es un actor y presentador de televisión chileno.

## Biografía
Nació en Santiago en 1979. Es hijo de Hugo Riquelme Royo y Patricia Croquevielle Bachelet. Es el hijo mayor de la familia y tiene tres hermanas. Por su lado materno es nieto de Osvaldo Croquevielle Cardemil y Alicia Bachelet Martínez. Es sobrino nieto del general de Brigada de la Fuerza Aérea Alberto Bachelet Martínez, a través de este tío abuelo es sobrino segundo de la ex Presidenta de la República de Chile, Michelle Bachelet Jeria. A través de su parte paterna, es nieto de Julia Royo Cabrera y es sobrino nieto de la escritora y miembro de la Academia Chilena de la Lengua, Regina Royo Cabrera.
Sus estudios primarios los realizó en Wenlock School de Las Condes y sus estudios secundarios en el Colegio Germania del Verbo Divino de Puerto Varas. En 1986 sus padres deciden trasladarse a Puerto Varas, para darle un buen desarrollo a su vida familiar y emprender una nueva vida en un ambiente campestre. 
Después de terminar sus estudios, viaja a Estados Unidos, donde vivió en San Francisco, California, por un año. Allí, trabajó en una salmonera para juntar dinero y así volver a Chile a estudiar Comunicación Audiovisual en la Uniacc. Luego parte a Valdivia a estudiar Ingeniería, carrera en la que duró sólo tres días. Dándose ahí cuenta de su vocación actoral, ingresa a la Escuela de Actuación de la misma Universidad, donde conoce a Cristián Arriagada, también actor, y en donde se hacen compañeros de escuela.

## Vida personal
Entre 2006 y 2008 fue pareja de la actriz Mariana Derderian. Actualmente, es pareja de Claudia Quinzio, abogada egresada y titulada de la Universidad Diego Portales.

## Filmografía

### Cine
- 2008 - Mansacue
- 2020 - Mujeres arriba

### Televisión
| Año  | Título                | Personaje               | Cadena              | Notas             |
| ---- | --------------------- | ----------------------- | ------------------- | ----------------- |
| 2002 | Más que amigos        | Gonzalo                 | Canal 13            | 3 episodios       |
| 2003 | 16                    | Joaquín Ortúzar         | Televisión Nacional | Antagonista       |
| 2004 | Ídolos                | Leandro Rojas           | Televisión Nacional | Secundario        |
| 2005 | Los treinta           | Rodrigo Galeano         | Televisión Nacional | Secundario        |
| 2005 | Versus                | Gustavo Valdés          | Televisión Nacional | Secundario        |
| 2006 | Floribella            | Pedro Sobarzo           | Televisión Nacional | Antagonista       |
| 2007 | Amor por accidente    | Jean Pierre Cárcamo     | Televisión Nacional | Antagonista       |
| 2008 | Hijos del Monte       | Johnny Delgado          | Televisión Nacional | Secundario        |
| 2009 | Los exitosos Pells    | Ignacio «Nacho» Estévez | Televisión Nacional | Secundario        |
| 2009 | Los ángeles de Estela | Mario Bobadilla         | Televisión Nacional | Secundario        |
| 2010 | 40 y tantos           | Benjamín Izquierdo      | Televisión Nacional | Secundario        |
| 2011 | Aquí mando yo         | Jorge Camacho           | Televisión Nacional | Antagonista       |
| 2012 | Cobre                 | Víctor Serrano          | Mega                | Papel principal   |
| 2016 | Te doy la vida        | Fabián Garrido          | Mega                | Papel principal   |
| 2017 | Tranquilo papá        | Claudio Sandoval        | Mega                | Secundario        |
| 2018 | Casa de muñecos       | Rodrigo Hormazábal      | Mega                | Papel coprincipal |
| 2023 | Dime con quién andas  | Paulo Simone            | CHV Paramount+      | Papel principal   |

### Programas de televisión
- El baile en TVN (TVN, 2008) - Participante
- De Alaska a Patagonia (Canal 13, 2017) - Conductor y productor ejecutivo
- Yo soy (Chilevisión, 2019-2022) - Juez
- ¿Quién es la máscara? (Chilevisión, 2021) - Juez
- Top Chef VIP Chile (Chilevisión, 2024 - presente) - Presentador
- Amor a ciegas (Chilevisión, 2025) - Presentador

## Teatro
- Demián (2006)
- Duros (2008)
- Amateur (2009)
- La casa de los espíritus (2010)
- Los vecinos de arriba (2017)
- Tarzán, el musical (2018)